# Foullah Edifice FC
El Foullah Edifice FC es un equipo de fútbol de Chad que juega en la Primera División de Chad, la liga de fútbol más fuerte del país. Es de la capital Yamena.

## Palmarés
- Chad Premier League : 3

2011, 2013, 2014
- Coupe de Ligue de N'Djaména: 1

2010.

## Participación en competiciones de la CAF
| Temporada | Torneo                       | Ronda      | Club          | Casa | Visita | Global |
| --------- | ---------------------------- | ---------- | ------------- | ---- | ------ | ------ |
| 2011      | Copa Confederación de la CAF | 1          | CD Elá Nguema | 2-0  | 0-1    | 2-1    |
| 2011      | Copa Confederación de la CAF | 2          | Kaduna United | 1-0  | 0-2    | 1-2    |
| 2012      | Liga de Campeones de la CAF  | Preliminar | JSM Béjaïa    | 0-0  | 1-3    | 1-3    |
| 2014      | Liga de Campeones de la CAF  | Preliminar | Al-Ahly       | 2-0  | 0-4    | 2-4    |
| 2015      | Liga de Campeones de la CAF  | Preliminar | USM Alger     | 3-1  | 0-3    | 3-4    |

## Jugadores

### Jugadores destacados
- Abdelaziz Aboubakar
- Hassan Hissein
- Nassama Asselme
- Armand Djerabe

### Plantel
- Actualizado el 30-10-2023